# Henry Hudson
Henry Hudson (c. 1560 – iunie 1611) a fost un celebru navigator și explorator arctic englez.

## Explorări

### Drumul spre Nord-Est
În 1607 este angajat de societatea comercială engleză "Compania Moscovită" pentru o călătorie ce viza descoperirea Pasajului de Nord-Est. Expediția pornește din Londra cu un mic vas (doar zece oameni la bord!), atinge coasta estică a Groenlandei, încearcă, dar fără succes, să înconjoare mare insulă pa la Nord, se îndreaptă apoi spre Est, atinge insulele Vestspitsbergen (completând descoperirile făcute de Barents) și urcă până la 80°23'lat.N de unde, oprit fiind de ghețuri, se întoarce descoperind "Crenelurile lui Hudson" (azi ins. Jan Mayen).
Reîntors la Londra, Hudson insistă asupra marilor posibilități ale vânătorii de balene și foci în Marele Nord.

### Compania Olandeză a Indiilor orientale
În 1609, de data aceasta în serviciul "Companiei Olandeze a Indiilor de Est", urmează, cu vasul "Halve Maen", mai întâi ruta călătoriei anterioare, dar, pentru a preîntâmpina nemulțumirea echipajului, odată ajuns în Marea Barents schimbă direcția, traversează Oceanul Atlantic, atinge coasta nord-americană, descoperă golfurile Chesapeake și Delaware și gurile unui curs de apă pe care înaintează mai bine de 200 km (până la actualul oraș Albany) și îl numește "Marele Râu din Nord" (astăzi îi poartă numele).

### Revolta peDiscovery
Pe 23 iunie 1611 echipajul se revoltă și îl părăsește. Hudson rămâne cu fiul său John și cu alți șase marinari într-o barcă, fără arme și hrană, pierind fără urmă. Thomas Button comandă o expediție în căutarea lor dar nu va găsi nici un indiciu.